# Sunkist Growers, Incorporated

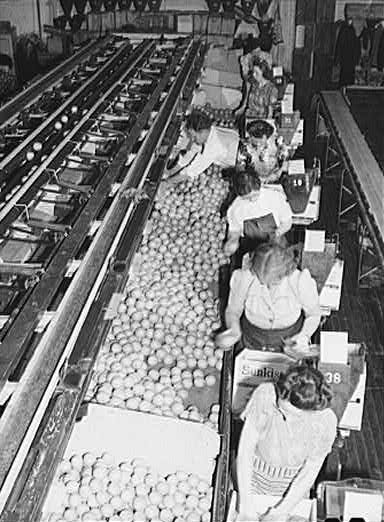
Werknemers verpakken sinaasappels in een Sunkist-fabriek in 1943.

Sunkist Growers, Incorporated is een Amerikaanse coöperatie van citrustelers. Het bedrijf telt zo'n 6000 leden in Californië en Arizona. De hoofdzetel bevindt zich in het district Sherman Oaks in Los Angeles. Sunkist Growers is de grootste transporteur van verse landbouwproducten in de Verenigde Staten, de wereldleider in de verwerking en marketing van citrusvruchten en een van Californiës belangrijkste grootgrondbezitters.

## Geschiedenis
In de jaren '80 van de 19e eeuw begonnen Californische citrustelers zich te verenigen in coöperatieven. In 1893 werd de Southern California Fruit Exchange in Claremont opgericht als een verbond van sinaasappeltelers. In 1905 was de groep uitgegroeid tot een bedrijf met wel 5.000 leden uit de hele citrussector, die 45% van de totale citrusproductie in Californië behelsden. De naam werd veranderd in California Fruit Growers Exchange. In 1908 werd de huidige naam aangenomen.
Sunkist wist zich snel te vestigen als het voornaamste merk van citrusproducten in de Verenigde Staten, onder andere door slimme marketingcampagnes.
In de jaren '30 van de 20e eeuw was sinaasappelsap van Sunkist de op een na populairste drank uit soda fountains, na Coca-Cola. Sinds 1979 bestaat er een frisdrankmerk met de naam Sunkist. Het wordt tegenwoordig onder licentie geproduceerd door de Dr Pepper Snapple Group.